# 克里斯·邦德
克里斯·邦德（英語：Chris Bond，1986年5月28日—），澳大利亚男子轮椅橄榄球运动员。他曾代表澳大利亚参加2012年、2016年和2020年夏季残疾人奥林匹克运动会轮椅橄榄球比赛，获得二枚金牌。